# 西漢時期司隸校尉部職官列表
本條目列出西漢時期（前206年－8年）司隸校尉部主要校尉、郡守職官。

## 職官列表

### 司隸校尉
該表以嚴耕望《兩漢太守刺史表》為主，凡嚴氏所遺漏、錯誤之誤，在注釋中說明。
| 司隸校尉               | 司隸校尉       | 司隸校尉       | 司隸校尉                   | 司隸校尉                           | 司隸校尉                                                    |
| 姓名                   | 表字           | 籍貫           | 任職年代                   | 備註                               | 資料來源                                                    |
| ---------------------- | -------------- | -------------- | -------------------------- | ---------------------------------- | ----------------------------------------------------------- |
| 李仲                   | 季玉           | 河南郡雒陽縣人 | ？－前86年                 | 後轉任廷尉                         | 《漢書·百官公卿表》                                         |
| 司隸校尉辟兵           |                |                | 漢昭帝末葉                 | 姓氏不詳                           | 《漢書·霍光傳》                                             |
| 蓋寬饒                 | 次公           | 魏郡人         | ？－前60年                 | 坐罪，下獄自殺                     | 《漢書·宣帝紀》 《漢書·蓋寬饒傳》                           |
| 諸葛豐                 | 少季           | 琅邪郡人       | 初元年間（前48年－前44年） |                                    | 《漢書·諸葛豐傳》                                           |
| 司隸校尉昌             |                |                | 竟寧元年（前33年）見在任   | 姓氏不詳                           | 《漢書·百官公卿表》 《漢書·丙吉傳》                         |
| 王尊                   | 子贛           | 涿郡高陽縣人   | ？－前31年                 | 以彈劾丞相匡衡坐免                 | 《漢書·王尊傳》                                             |
| 王駿                   | 偉山           | 琅邪郡皋虞縣人 | 前30年                     | 繼王尊任，後轉任少府               | 《漢書·百官公卿表》 《漢書·丙吉傳》 《新唐書·宰相世系表二》 |
| 轅豐（《漢紀》作袁豐） | 前30年－前29年 | 琅邪郡皋虞縣人 | 前30年－前29年             | 繼王駿任，後為中謁者丞陳臨殺於殿中 | 《漢書·成帝紀》 《漢紀》卷24                                |
| 王章                   | 仲卿           | 泰山郡鉅平縣人 | 前28年－前25年             | 繼轅豐任，後轉任京兆尹             | 《漢書·百官公卿表》 《漢書·王章傳》                         |
| 蕭育                   | 次君           | 東海郡蘭陵縣人 | 漢成帝中葉                 |                                    | 《漢書·蕭望之傳》                                           |
| 陳慶                   |                |                | ？－前20年                 | 後被免職                           | 《漢書·翟方進傳》                                           |
| 涓勳                   |                |                | 鴻嘉年間（前20年－前17年） | 繼陳慶任                           | 《漢書·翟方進傳》                                           |
| 何武                   | 君公           | 蜀郡郫縣人     | ？－前13年                 | 後轉任京兆尹                       | 《漢書·百官公卿表》 《漢書·何武傳》                         |
| 方賞                   | 君賓           | 東海郡人       | ？－前6年                  | 後轉任左馮翊                       | 《漢書·百官公卿表》                                         |
| 解光                   |                |                | 前6年－前5年               | 繼方賞後任，因頁賀良事免           | 《漢書·李尋傳》 《漢書·外戚傳》 《漢書·元后傳》             |
| 孫寶                   | 子嚴           | 潁川郡人       | 建平年間（前6年－前3年）   |                                    | 《漢書·孫寶傳》                                             |
| 鮑宣                   | 子都           | 渤海郡高城縣人 | 元壽年間（前2年－前1年）   |                                    | 《漢書·鮑宣傳》 《後漢書·鮑宣妻傳》                         |

### 京兆尹
- 渭南郡
  - 周苛（前206年），遷御史大夫。
  - 周昌，漢初。
  - 杜恬（前203年─？）
- 內史
  - 董赤（前166年─？）
  - 鼂錯（前157年─前155年），遷御史大夫。
  - 寧成（前140年），坐罪下獄。
  - 內史印（前140年）
  - 石慶（前139年）
  - 石編（前138年）
  - 鄭當時（前137年─前136年），貶為詹事。
  - 內史充（前135年─？）
- 右內史
  - 番系（前130年─？）
  - 右內史賁（前125年）
  - 汲黯（前124年─前120年），後免。
  - 義縱（前119年─前118年）
  - 王鼂（前117年）
  - 蘇縱（前116年─？）
  - 李信成（前113年─？）
  - 王溫舒（前107年─前106年）
- 京兆尹